# Kaniva
Kaniva – miasto w Australii, w stanie Wiktoria.